# Người Chukchi
Người Chukchi hay Chukchee (tiếng Nga: чукчи chukchi, số ít чукча chukcha), là dân tộc bản địa sinh sống tại bán đảo Chukchi và ven bờ biển Chukchi, biển Bering thuộc khu vực của Bắc Băng Dương của Liên bang Nga.
Người Chukchi nói tiếng Chukchi, một ngôn ngữ gần gũi với tiếng Koryak. Tiếng Chukchi, Koryak, Kerek, Alutor, Itelmen là những ngôn ngữ cấu thành nên ngữ hệ Chukotka-Kamchatka. Người Chukchi có nguồn gốc từ những người sống xung quanh biển Okhotsk.
Theo nghiên cứu bộ gen gần đây, người Chukchi là họ hàng châu Á gần nhất của các dân tộc bản địa châu Mỹ.

## Lịch sử văn hóa
Phần lớn người Chukchi cư trú trong Khu tự trị Chukotka, và một số cư trú tại Cộng hòa Sakha lân cận ở phía tây, vùng Magadan ở phía tây nam và Khu tự trị Koryak ở phía nam. Một số người Chukchi cũng cư trú ở các vùng khác của Nga, cũng như ở châu Âu và Bắc Mỹ. Tổng số người Chukchi trên thế giới vượt quá 16.000.
Người Chukchi theo truyền thống được chia thành người Chukchi hàng hải (Maritime), những người đã định cư trên bờ biển và sống chủ yếu bằng nghề săn động vật có vú biển, và người Chukchi tuần lộc (Reindeer), những người du mục trong vùng lãnh nguyên nội địa, di cư theo mùa cùng với đàn tuần lộc của họ.
Tên theo tiếng Nga "Чукча" có nguồn gốc từ Chauchu theo tiếng Chukchi là "giàu tuần lộc", được "người Chukchi tuần lộc" sử dụng để phân biệt với "người Chukchi hàng hải", được gọi là Anqallyt có nghĩa là "người biển". Tên gọi cho một thành viên của nhóm dân tộc Chukchi nói chung là Luoravetlan có nghĩa là "người chính hiệu".
Trong tôn giáo của người Chukchi, mọi vật thể, dù là vật thể sống hay vô tri, đều được gán cho một linh hồn. Tinh thần này có thể gây hại hoặc nhân từ. Một số huyền thoại Chukchi tiết lộ một vũ trụ học nhị nguyên (Dualism in cosmology).
Sau khi Liên Xô sụp đổ, các nông trường quốc doanh được tổ chức lại và trên danh nghĩa là tư nhân hóa. Quá trình này cuối cùng đã phá hủy nền kinh tế dựa vào làng ở Chukotka. Khu vực này vẫn chưa phục hồi hoàn toàn. Nhiều vùng nông thôn Chukchi, cũng như người Nga ở các làng của Chukotka, đã sống sót trong những năm gần đây chỉ với sự giúp đỡ của viện trợ nhân đạo trực tiếp. Một số người Chukchi đã đạt được bằng đại học, trở thành nhà thơ, nhà văn, chính trị gia, giáo viên và bác sĩ.